# Gemeine Turmschnecke
Die Gemeine Turmschnecke (Turritella communis) ist eine Schneckenart, die in den europäischen Küstengewässern lebt.

## Merkmale
Das Gehäuse ist dünnwandig, schlank, turmartig und hoch aufgewunden. Die gerundeten Windungen weisen eine tiefe Naht auf, der Apex ist sehr spitz. Die Oberflächenstruktur des Gehäuses wird durch das Kreuzen der groben Spiralleisten mit den feinen Axialstreifen gebildet. Manchmal sind, besonders im unteren Bereich des Gehäuses, deutlichere, unregelmäßige Anwachsstreifen zu erkennen. Die Farbe des Gehäuses schwankt von rotbraun bis gelblich, während die Spindel des Hauses viel heller gefärbt ist. Das Gehäuse von Turritella communis erreicht eine Länge von 4 bis 6 cm. 

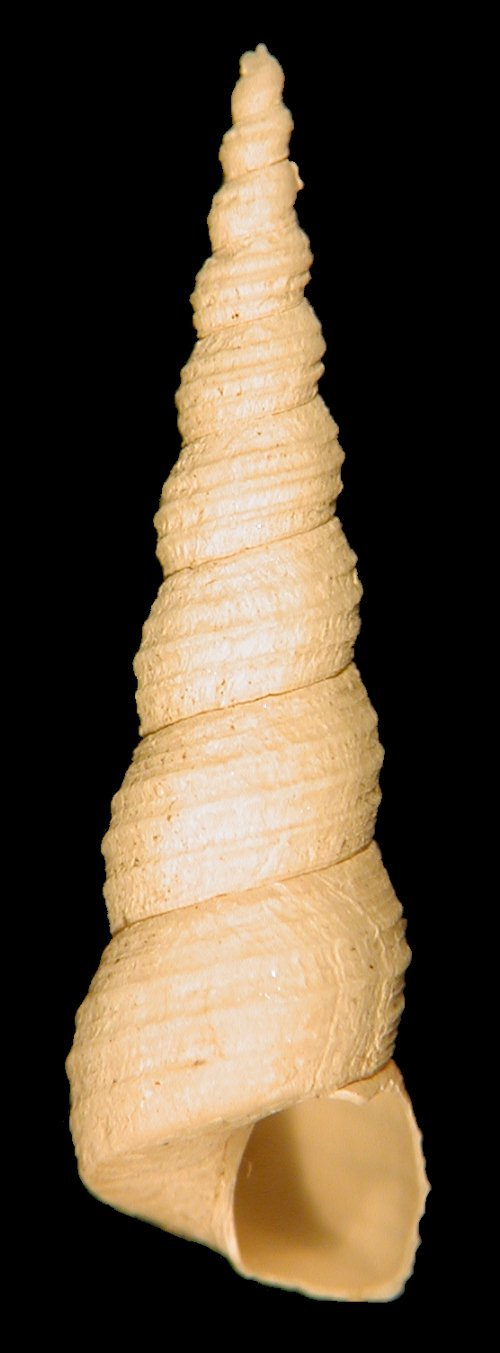
Fossiles Gehäuse von Turritella communis aus dem Unteren Pleistozän

## Systematik
In der neueren Systematik der Schnecken steht diese Art in der Gattung Turritella und der Familie Turritellidae (Turmschnecken) sowie der Ordnung Sorbeoconcha. Früher wurde die Familie in die inzwischen als veraltet angesehene Ordnung der Mittelschnecken (Mesogastropoda), der Unterklasse Vorderkiemer (Prosobranchia) gestellt.

## Biologie und Lebensraum
Den Lebensraum von Turritella communis bilden die europäischen Küsten, speziell des Mittelmeeres, der deutschen Bucht und des Ost-Atlantiks. 
Sie bevorzugen sandige Böden in welche sie sich eingraben und nur die Gehäusemündung an der Oberfläche bleibt, um mit Wimpern am Operculum kleine Nahrungspartikel in die Mundöffnung einzustrudeln. Aus diesem Grunde sind lebende Tiere nur schwer zu entdecken. Fallweise massenhaft treten aber die leeren und mehr oder weniger beschädigten Gehäuse auf, die durch die Wellenbewegung aus dem Sand ausgewaschen werden. Am Spülsaum flacherer Küstenabschnitte – etwa der Westküste der oberen Adria – richten sich die zusammengespülten Gehäuse in Richtung der Wellenbewegung aus.
Das Gehäuse erreicht eine Länge von ca. vier Zentimetern. Die Gemeine Turmschnecke erreicht ein Höchstalter von 5 Jahren.